# トレッド (タイヤ)

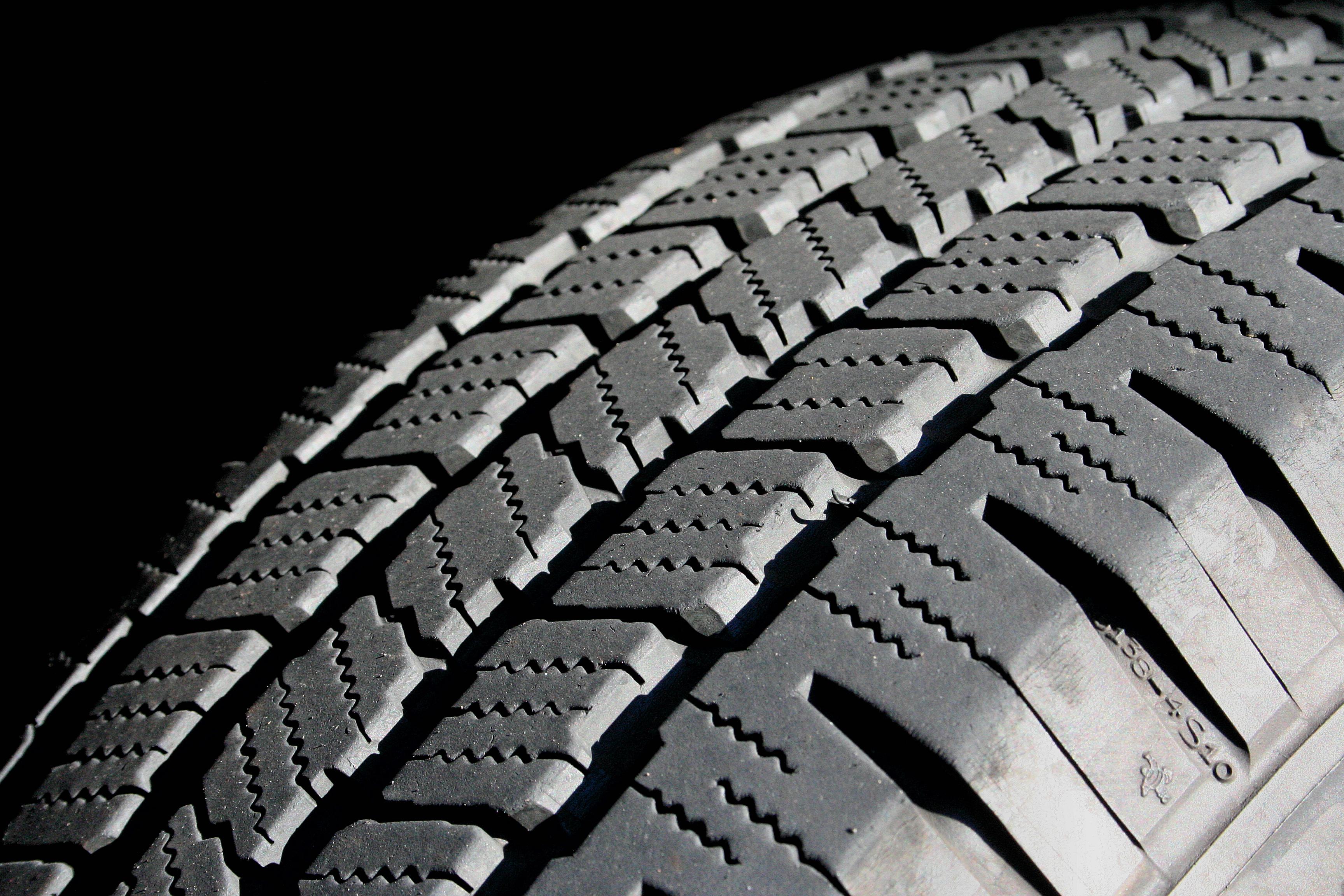
オールシーズンタイヤのトレッドパターン

トレッド(tread)とは、タイヤの構造のうち、路面と接触する部分を指す。

## 概要
一般的にタイヤのトレッドはゴムで構成され、トレッドが道路に接触する事で摩擦力によってエンジンから発生した動力を地面に伝える。
トレッドにはしばしばその車輪の摩擦性能（トラクション性能）を制御する為の溝が刻まれる。この溝はグルーブと呼ぶ。トレッドの表面の模様の事をトレッドパターン(tread pattern)若しくはパターン(pattern)と呼ぶ。
グルーブによって描き出され独立した接地面を持つ部分をブロックと呼び、ブロックに施された裂け目状の切り込みをサイプと呼ぶ（一般的な略称の問題と同様にトレッドパターンのパターンが略され、この紋様やグルーブ自体がトレッドとして誤認されている事も多い。タイヤ製造メーカーの記載ではパターンをパタンとカタカナ転写されているが、本稿ではパターンと記載する。）。
また、自動車の構造のうち、左右の車輪間の距離(輪距/en:Axle_track)も日本ではトレッドと呼ばれる。

## 自動車用タイヤのトレッド

### レーシングタイヤ
モータースポーツに使用されるタイヤは、サーキットやオーバルコースでのグリップ性能を最大限に高める為に、特殊なゴムがトレッドに用いられる。このようなタイヤは走行による摩擦熱でトレッドが溶け、路面に張り付くようにして極めて強力なグリップ性能とトラクション性能を確保する。その反面、耐摩耗性は極めて低く、数十周の走行で交換が必要な程に摩耗が進む事や、たった一度の急ブレーキでトレッドの一部が偏摩耗しフラットスポットとなり、タイヤ回転に伴って激しい振動が発生して結果的に交換が必要となる事も珍しくはない。
一般的には全く溝の無いトレッドパターンのスリックタイヤが用いられる事が多いが、レース趣向により接地面積を減らしてグリップ性能を敢えて落とす目的で縦方向に溝（グルーブ）を刻んだグルーブドタイヤが用いられる事もある。この縦溝は市販車用のタイヤの縦溝と異なり、排水性を目的としたものではない為、降雨時には専用のブロックパターンが刻まれたレインタイヤが別途用意されている。レインタイヤは排水性が高い反面、乾燥路面ではトレッドパターンが過熱しブロックが剥離するなどの弊害がある為、レースにおいては雨が上がった後は乾燥路面で過熱したレインタイヤを冷やす目的で水溜まりを選んでライン取りを行う光景がしばしばみられる。これらのレーシングタイヤはその競技カテゴリーのレギュレーションに合わせてホイールと共に専用サイズが開発される事が多い為、市販車に取り付けられる事はまず無い。
市販車をベースにした車両で行われるツーリングカーレース(GTレース)では、スリックタイヤをベースに若干の溝を刻んだSタイヤ(セミスリックタイヤ)が用いられる事が多い。Sタイヤもスリックタイヤと同じく、高いグリップ性能を持つ反面極めて耐摩耗性が低く、ウエット路面でのグリップ性能も低い為、市販車のホイールサイズに適合するサイズの物であっても、一般公道で使用する事は全く推奨されていない。

### 市販車用夏タイヤ
市販自動車に装着されるタイヤ(夏タイヤ)には、降雨時の路面の水をタイヤのトレッドから速やかに排出する為の縦溝（グルーブ）がタイヤの回転方向を1周するように設けられ、ハイドロプレーニング現象を低減する為の設計が行われている。タイヤのサイドウォール付近のトレッドには横方向の溝が刻まれ、ブロックパターンが形成される。この横溝によりやや路面状況が悪い場所を走行する際の接地性を改善している。
グリップ性能は縦横に張り巡らされた溝を差し引いた表面積の多寡により決定される。また、道路をタイヤが転がる際のノイズ(ロードノイズen:Roadway_noise)を低減する為に各メーカーが様々な工夫を凝らしたパターンの設計開発(en:Noise mitigation)を行っている。トレッドの溝の多寡とグリップ性能及びロードノイズはトレードオフの関係にあり、一般的には高速道路での高速走行におけるロードノイズが最も問題となる為、市販車用夏タイヤは装着される車の性格に応じて幾つかの方向性に分化した。
なお、市販車用タイヤのトレッドパターンには幾つかの箇所にスリップサインと呼ばれる溝の浅い場所が設けられている。一定以上摩耗が進むとタイヤ表面に溝が無くなった箇所が現れ、ドライバーに早期のタイヤ交換を知らせる事でハイドロプレーニングの発生を抑止する仕組みになっているのである。なお、日本の車検制度上は偏摩耗などによりタイヤのどこか一部にでもスリップサインが現れた場合には車検を通過する事が出来ない。
また、市販車用タイヤは、装着を想定する車両の重量や動力性能に応じて検討されたホイールリム幅と空気圧が指定されており、適合するホイールに装着し空気圧を適切に管理する事で最適なトレッド接地面積(en:contact patch)となる為、適合外のホイールに装着することや指定空気圧より大幅に外れた空気圧で走行する事は推奨されない。

#### 標準タイヤ
標準タイヤとは市販車用夏タイヤの中でも最も一般的なもので、自動車メーカーのライン装着品もこの中に含まれる。後述する、特徴ある各種タイヤが開発されたために用いられるようになったレトロニムであり、何らかの標準や基準に基づく呼称ではない。メーカーによってはパッセンジャータイヤやノーマルタイヤと呼ぶ場合もある。このようなタイヤのトレッドパターンは乗り心地と耐摩耗性の確保を目的としたトレッドパターンが刻まれる。ごく一般的にはタイヤ中央部分に数本のグルーブを設け、サイドウォール付近にのみ横溝を設けたブロックパターンを配置する事が多く、タイヤ中央部分にブロックパターンが存在しない事でオールシーズンタイヤとの判別が行える。
標準タイヤの内、特にライン装着品は耐摩耗性を最優先にしているものも多い為、タイヤの性能に不満がある向きにおいては極めて早期に交換される例も多い。耐摩耗性能が最も極端に重視されているのがタクシー用標準タイヤであり、グリップ性能などが犠牲になっている反面、10万kmを超える走行に耐えられる耐摩耗性能が持たせられている。
近年では軽自動車やコンパクトカー、エコカー向けに転がり抵抗を抑えたゴムをトレッドに採用したエコタイヤが登場しており、ライン装着品においても従来の標準タイヤからの置き換えが進みつつある。

##### エコタイヤ
エコタイヤとは、標準タイヤの中でも特に転がり抵抗を抑えたゴム質のトレッドを持つものを指す。メーカーによっては低燃費タイヤや省燃費タイヤと称する場合もある。JAFはキャリアトレーラー上からエコタイヤとそれ以外のタイヤを装着した同一車種をエンジンを止めた状態で押しだし、空走状態でどこまで車両が進むかの製品テストをしばしば行っており、エコタイヤはハイグリップタイヤに比べて数メートルから10メートル前後遠くまで空走する結果が示されている。
メーカーはエコタイヤの装着で数%の燃費向上が行える事を謳っており、近年までは技術基準が存在しないまま宣伝が行われている現状があったが、JATMAは2010年1月から低燃費タイヤの技術基準であるタイヤラベリング制度を実施する事を発表、いくつかのメーカーでは従来のエコタイヤの基準適合作業を進めている。
なお、このように転がり抵抗が低い状態であっても、トレッドのゴムその物はライン装着品よりもグリップ重視のものが用いられる為、耐摩耗性がやや犠牲になっている反面、コーナリング性能などはライン装着品よりも向上しているものが大半である。

#### ハイグリップタイヤ
ハイグリップタイヤとは市販車用夏タイヤの中でも特に高性能なスポーツカーやハイパワーセダン向けに製作されたものである。メーカーによってはパフォーマンスタイヤやスペシャリティタイヤと呼ぶ場合もある。このようなタイヤのトレッドパターンは適切な排水性能も確保しつつ、スリックタイヤに近い大きなトレッド接地面積を確保する為にタイヤの中央に1本から2本のグルーブを刻み、その側方にタイヤ中央から左右に斜めに溝を刻んだV字状のパターンを用いる事が多い。ゴム質もグリップやトラクション性能の確保を最大限の目的としたものが選定される為、ロードノイズ抑制性能や耐摩耗性、乗り心地などは他の商品ラインのものと比較して犠牲になっている場合が多い。
なお、タイヤ回転方向に対して斜めの溝を設けているハイグリップタイヤはタイヤの回転方向が指定されている事が一般的である。これら回転方向指定がある場合や、装着する車両のタイヤサイズによっては、タイヤローテーションが行えない場合もあるので要注意である。

#### コンフォートタイヤ
コンフォートタイヤとは市販車用夏タイヤの中でも特に高級車や大型セダン、ツーリングワゴン、ミニバン向けに製作されたものである。メーカーによってはツーリングタイヤと呼ぶ場合もある。このようなタイヤのトレッドパターンは長時間の高速走行においてもドライバーや同乗者に不快感を与えない乗り心地の確保とロードノイズの抑制を最大限の目的としている為、標準タイヤをベースに左右非対称パターンなどのさらに複雑なパターンを刻んだものが多い。メーカーによってはタイヤの内側に吸音スポンジなどを貼り付け、更なるロードノイズ低減を図った製品も存在する。ゴム質も比較的柔らかいものが用いられる事が多く、ハイグリップタイヤに比べて穏やかな乗り心地となる場合が多い。
なお、タイヤのトレッド面に対して左右非対称の複雑なパターンを用いているコンフォートタイヤはタイヤの回転方向が指定されている事が一般的である。製品によっては車体に対する取り付け方向も合わせて指定されているものもあり、このようなタイヤもV溝型のハイグリップタイヤと同様に装着する車両によってはタイヤローテーションが行えない場合もあるので要注意である。

### オールシーズンタイヤ
オールシーズンタイヤとは標準タイヤをベースにスノータイヤの性格も併せ持つように設計されたタイヤである。トレッドは縦方向と横方向の溝が規則的に配置され、スタッドレスタイヤに似た正方形若しくは長方形様のブロックがトレッド全面に規則正しく並んだパターンを示している事が多い。溝はやや深めに彫られており、ある程度までのオフロード走行と積雪路面の走行を許容したマッド&スノー(M&S、M+S)基準をクリアーしているものが大半である。
良くも悪くも中途半端な性格のタイヤの為、日本ではあまり普及していないが、地域による気候差が著しいアメリカやヨーロッパにおいては高速道路を走行中に降雪に見舞われた際も比較的安全に走行出来るタイヤとして一定以上の需要が存在する。
日本では「M+S」基準をクリアしている事からチェーン規制となった場合も走行できるが、安全上推奨されていない。

### 市販車用冬タイヤ

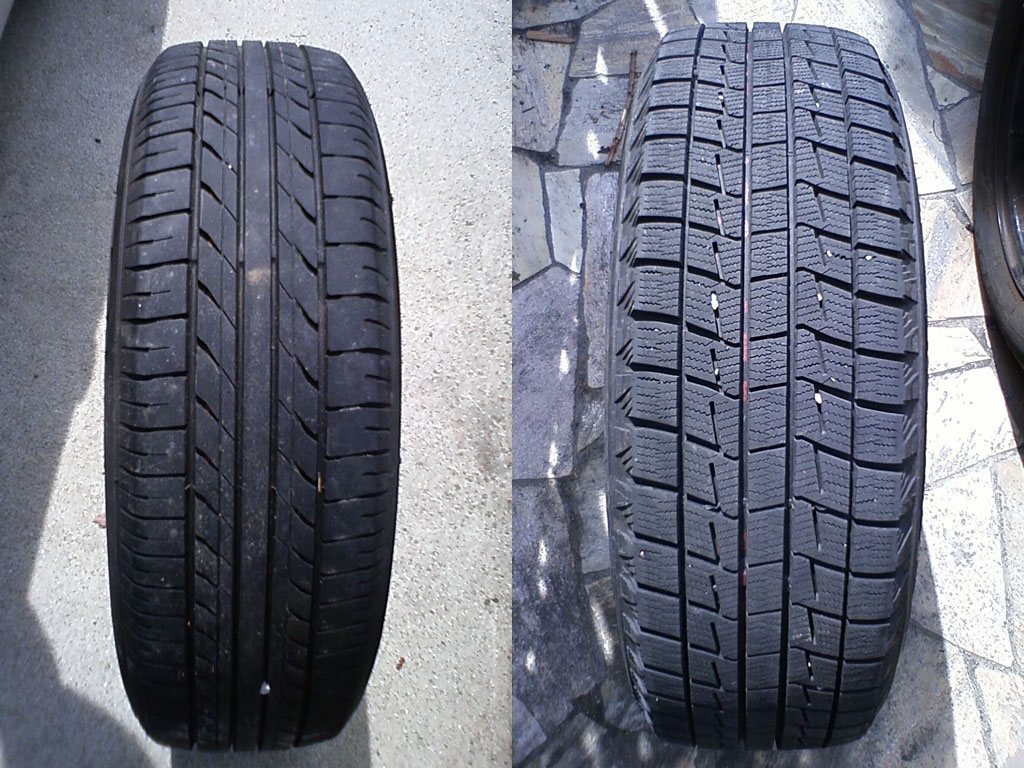
標準タイヤ（左）とスタッドレスタイヤ（右）のトレッドパターン。サイプ構造の有無と、トレッド面に対するブロックパターンの割合の多寡が比較できる。

スタッドレスタイヤに代表される冬タイヤは、冬の氷点下を超える低温環境でも柔らかさを保つ特別なゴムがトレッド面に採用されている。トレッドパターンもメーカーによって多種多様であるが、基本的にはオールシーズンタイヤに似たブロックパターンをベースに、ブロックそのものに多数の横溝を刻んだサイプ構造が採用される事が一般的である。
なお、冬タイヤにはスリップサインの他に、スリップサインの倍程度の高さのプラットフォームが設けられており、このプラットフォームまで摩耗が進んだ冬タイヤは積雪走行には法令上使用出来なくなる。冬タイヤは溝自体がかなり深い為に、ある程度までのオフロード走行を許容したマッド&スノー(M&S、M+S)基準をクリアーしているものも多い。
かつてはオフロードタイヤをベースにややブロックを複雑化したスノータイヤが主流であり、スノータイヤの凍結路面性能を補う為にトレッドパターンに金属製の鋲を打ち込んだスパイクタイヤが使用される事が多かったが、路面を削る粉塵公害の問題からスパイクの打ち込みが法律で禁止され、その結果スパイクに頼らずとも氷雪面に食いつく性能を確保する為のゴム質やトレッドパターンの改良が進み、今日のスタッドレスタイヤが成立した歴史的経緯が存在する。

### オフロードタイヤ

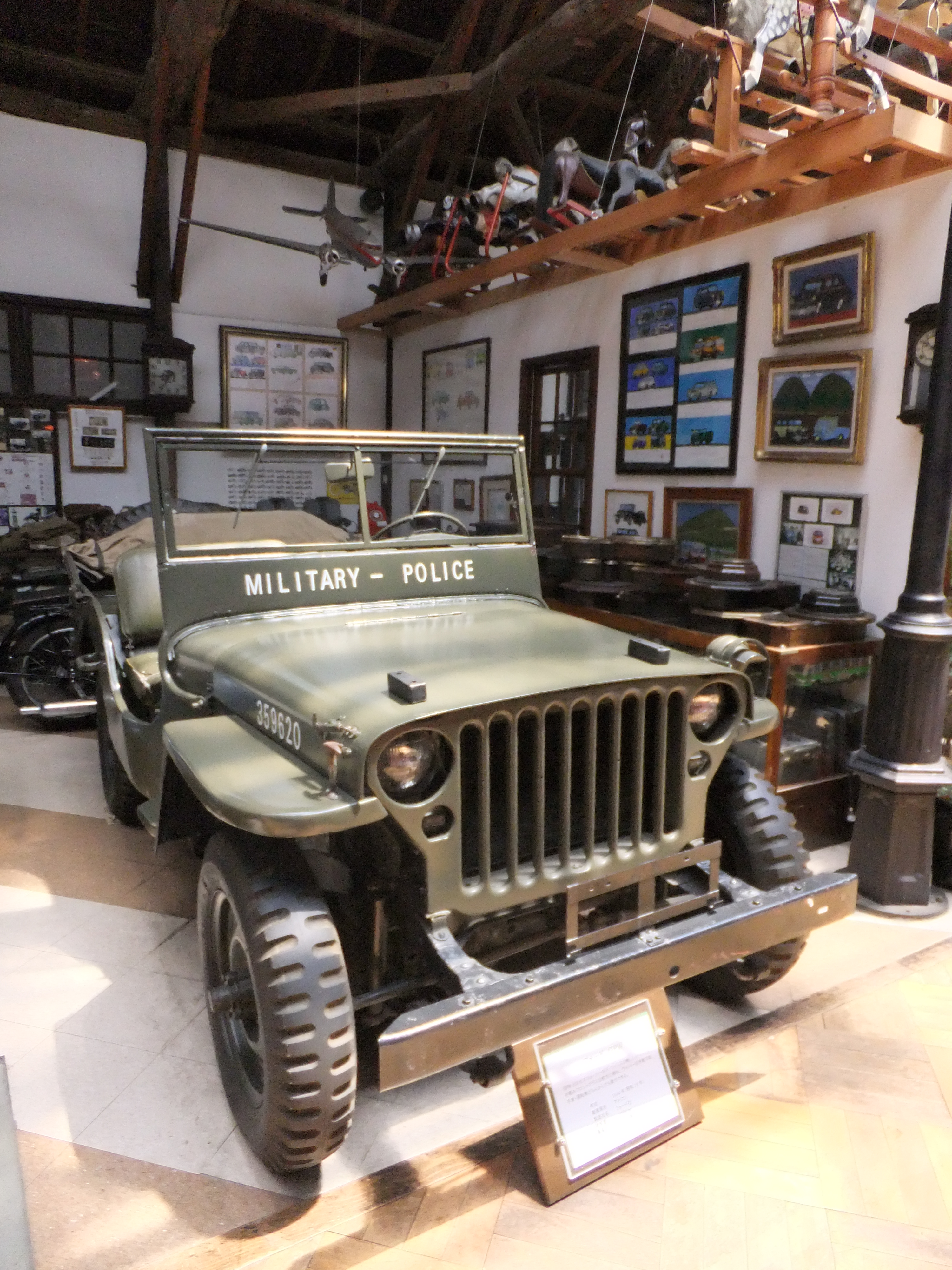
フォード・GPW。第二次世界大戦中に大量生産された標準的なジープ。典型的なゲタ山パターンのマッドテレーンタイヤが装着されている。

オフロードタイヤのトレッドパターンは泥や汚れを速やかに排出し、タイヤが柔らかい路面に食いつくようにノビータイヤと呼ばれる節くれだったパターンを持つタイヤや、横方向に幅の広い溝が設けられたリブパターンが用いられる事が多い。このトレッドの節状のブロックの大きさによって幾つかの種類に分かれるが、オフロード指向が強いタイヤ程節が小さく、間隔も広く配置される反面、舗装路面では激しいロードノイズが発生する為、アメリカではen:Department_of_Transportation(DOT)によって舗装路面でも使用可能なノビータイヤのテストが行われており、これに承認された"DOTノビータイヤ"でなければ公道を走行する事は禁止されている。
なお、オフロードタイヤの多くは深い溝を持つトレッドパターンを持つ関係上、ある程度までの積雪路面の走行を許容したマッド&スノー(M&S、M+S)基準をクリアーしている事が一般的である。

#### マッドテレーン
マッドテレーンタイヤとは、オフロードタイヤの中でも特に泥濘地などの路面状況の劣悪な場所で使用される事を想定して開発されたタイヤである。戦後間もなくの時期まではタイヤの横方向に大きな溝を設けたリブパターンタイヤが使用されていた。このタイヤはその外見から日本ではゲタ山タイヤ(下駄山タイヤ)と呼ばれていた。リブパターンタイヤはその溝で路面を掘るように食いつく為不整地での走破性が非常に高かったが、リブが周期的に路面に接する関係上、舗装路面ではうなり音に似た極めて喧しいロードノイズが発生する事が欠点であった。
その後、リブパターンタイヤをベースにタイヤ中央部に縦方向に溝を設けてブロックパターン(ラグ)を形成するリブラグタイヤが登場、後には特に競技指向の強いタイヤにはタイヤの空気圧を意図的に下げて走行する事も見越し、オートバイ用ノビータイヤと同様にサイドウォール部分にまでリブを配した設計のものも登場して現在に至っている。

#### オールテレーン
オールテレーンタイヤとは、オフロードタイヤの中でも市街地走行も考慮して開発されたタイヤである。日本語では全地形タイヤと呼ばれる事もある。リブラグパターンのマッドテレーンタイヤをベースに更に細かく複雑なブロックパターンを施し、オフロードから舗装路までどのような地形でも快適に走行できることを目的に開発されており、4WD車のライン装着品としても広く用いられている。
近年では更に高速走行化が進んでいくSUVに対応する為、このタイヤからハイウェイテレーンタイヤが派生した。

##### ハイウェイテレーン
ハイウェイテレーンタイヤとは、オフロード指向の車両に装着されるタイヤの中でも市街地走行及び高速道路での走行のみに焦点を絞って開発されたタイヤである。そのパターンは製品により千差万別で、標準タイヤと余り変わらないパターンを持つに至ったものもあれば、オールシーズンタイヤ的にある程度の積雪や非舗装路にも対応したマッド&スノー(M&S、M+S)基準をクリアーしているものも存在する。
ゴム質は一般的に耐摩耗性を重視したものが選定され、舗装路での経済性を考慮したタイヤとなっている。

#### ラリータイヤ
ラリータイヤとは、オフロードタイヤの中でも特にラリーやジムカーナ競技専用に用いられるものを指す。ラリータイヤは走行路面の状況に合わせてグラベル、ターマック、ダートなどに適した専用のパターンを持ち、その中でも特にウエット向け、ドライ向けなどに細かく用途が分類されて選択できることが一般的である。
カテゴリーによってはトレッド面をメカニックが任意に切削するタイヤカットが許されている競技もあり、路面状況が目まぐるしく変化するステージが続く局面では、このタイヤカットがタイム短縮の死命を制する場合もある。
ラリータイヤはその時代に応じて最も広く利用されている市販車ベースのラリーカーに合わせて製造タイヤサイズが決定される為、過去にラリーの現場で主力車種であった車両のタイヤサイズに適したラリータイヤを今日改めて入手しようとしても、製造廃止により入手が困難となる場合も少なくない。また、市販車用オフロードタイヤに近いタイヤサイズの物が多いものの、耐摩耗性や舗装路面でのグリップなどの関係から、公道で使用する事は推奨されない。

### トラック用タイヤ
トラックに用いられるタイヤはそのトラックの使用される用途に合わせて様々な種類のものから選択される。高速道路での走行の多い運送トラックの場合にはオールシーズンタイヤ様のブロックパターンのものが用いられ、ダンプトラック等の市街地及び非舗装路での走行の多いトラックの場合にはリブラグパターンのオフロード指向の強いタイヤが装着される。
タイヤ一本当たりの価格が高価な為、中古タイヤのトレッドを張り替えたリトレッドタイヤが用いられる事が多いのも特徴である。

## オートバイ用タイヤのトレッド
オートバイに用いられるオートバイ用タイヤは、オートバイという乗り物の性質上車体を傾けてコーナリングするバンクに対応する為にトレッドは半円形状に作られている事が一般的である。これによって車体を大きく傾けた場合でも常に一定面積以上タイヤが地面に接地し続け、グリップ性能やトラクション性能が失われないようになる。
ビジネスバイクなどの街乗りの多いオートバイのタイヤは縦溝を多く配置してゴム質も耐摩耗性を重視したものが装備される。オンロードバイクやスーパースポーツに装備されるタイヤの中にはスリックタイヤに似たゴム質をベースに斜め溝を配置したグリップ性能重視のものが用いられる。オフロードバイクに装備されるタイヤはノビータイヤと呼ばれる節くれ立ったブロックパターンが用いられ、舗装・非舗装路の走行割合に応じて幾つかの種類から選択が行える事が一般的である。

## 自転車用タイヤのトレッド

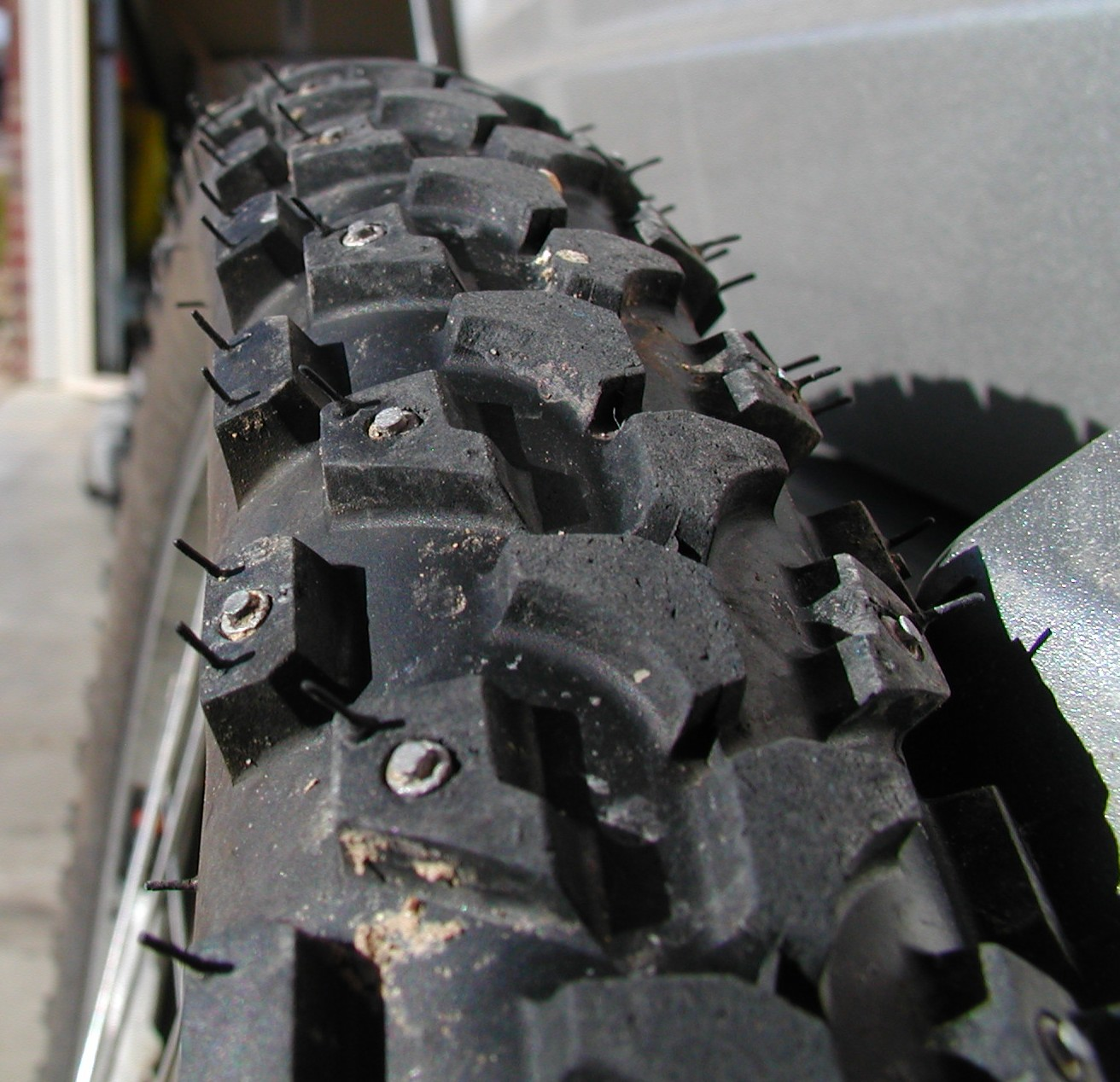
マウンテンバイクのスパイクタイヤ

自転車に用いられる自転車用タイヤもオートバイ用タイヤと同じく、車体を傾けて旋回するバンクに対応する為にトレッドは半円形状に作られている事が一般的である。舗装路面を主に走行する一般自転車のタイヤは動力が人力であることから転がり抵抗低減が重視され、そのためタイヤ回転方向に直交するグルーブは少なく、円周上にストレートなグルーブでトレッドが構成されている。競技用自転車タイヤのなかには自動車レース用と同様にスリックタイヤも存在する。

## 航空機用タイヤのトレッド

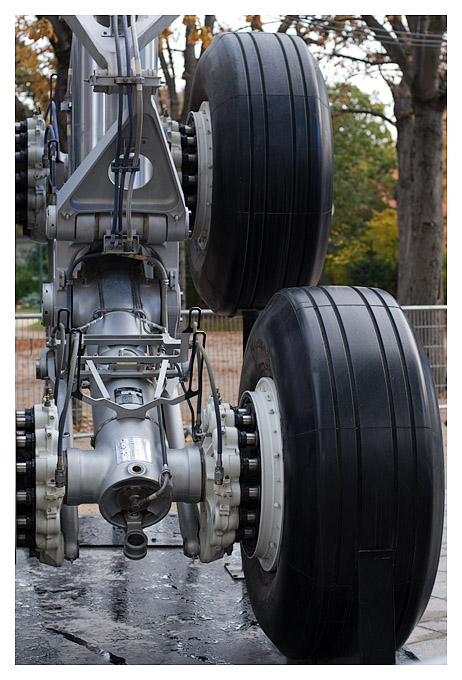
旅客機エアバスA340のタイヤ

航空機用タイヤのトレッドには、離着陸滑走時に横風や滑走路面の雨水に抵抗し直進を保つために、タイヤ円周方向にストレートなグルーブが施される。タイヤに駆動力が掛からないことと離陸滑走時の転がり抵抗低減から、タイヤ回転方向に直交するグルーブが施されることは無い（着陸滑走時に制動力が加わるため直交グルーブを施す意味は皆無ではないが、旅客機の制動力のほとんどは逆推力装置によって得るため離陸時の抵抗低減と離着陸時の直進性が優先されている）。タイヤは着陸時に滑走路の路面によって激しく回転開始させられるため、トレッドの損傷や磨耗が他のタイヤ部分（カーカスやサイドウォールなど）に比して非常に激しく、リキャップすることが常識化している。